# Coucou à poitrine rousse
Cacomantis castaneiventris
Espèce
Statut de conservation UICN

 LC  : Préoccupation mineure
Le Coucou à poitrine rousse (Cacomantis castaneiventris) est une espèce d'oiseaux de la famille des Cuculidae.

## Répartition
Son aire s'étend à travers la Nouvelle-Guinée et la péninsule du cap York (Australie).

## Liste des sous-espèces
- Cacomantis castaneiventris arfakianus (Salvadori, 1889) — Ouest de la Nouvelle-Guinée ;
- Cacomantis castaneiventris castaneiventris (Gould, 1867) — îles Aru et péninsule du cap York ;
- Cacomantis castaneiventris weiskei (Reichenow, 1900) — Centre et Est de la Nouvelle-Guinée.